# Melksham
Melksham è una cittadina di 21 000 abitanti della contea del Wiltshire, in Inghilterra.

## Monumenti e luoghi d'interesse
- Chiesa di San Michele
- Municipio di Melksham